# 1846 no desporto

## Nascimentos
| Data        | Nome             | Profissão                               | Nacionalidade | Observações | Ref   |
| ----------- | ---------------- | --------------------------------------- | ------------- | ----------- | ----- |
| 13 de abril | William McGregor | dirigente e fundador da Football League | Reino Unido   | m. 1911     | [ 1 ] |

## Mortes
| Data | Nome | Profissão | Nacionalidade | Observações | Ref |
| ---- | ---- | --------- | ------------- | ----------- | --- |